# Lipník (Boemia centrale)
Lipník è un comune della Repubblica Ceca facente parte del distretto di Mladá Boleslav, in Boemia Centrale.